# Заднє Поле (Тверська область)
Заднє Поле (рос. Заднее Поле) — присілок в Старицькому районі Тверської області Російської Федерації.
Населення становить 9 осіб. Входить до складу муніципального утворення Архангельське сільське поселення.

## Історія
Від 2005 року входить до складу муніципального утворення Архангельське сільське поселення. Раніше населений пункт належав до Архангельського сільського округу.

## Населення
| 2008 | 2010 |
| ---- | ---- |
| 16   | ↘9   |